# Parti des travailleurs (Algérie)
Pour les articles homonymes, voir Parti des travailleurs.
 (octobre 2014).
Si vous disposez d'ouvrages ou d'articles de référence ou si vous connaissez des sites web de qualité traitant du thème abordé ici, merci de compléter l'article en donnant les références utiles à sa vérifiabilité et en les liant à la section « Notes et références ».
Le Parti des travailleurs (PT)  (en arabe : حـزب العمـال, en berbère: Akabar n Yixeddamen), est un parti politique algérien trotskiste.
Le premier secrétaire générale du parti était Mustapha Ben Mohamed de 1990 à 2003 tandis que sa secrétaire générale actuelle, Louisa Hanoune, était porte-parole. En 2003 elle devient secrétaire générale. En 2004 Louisa Hanoune fut la première femme du monde arabe à se présenter comme candidate à une élection présidentielle.

## Histoire
La création de ce parti est issue du Premier congrès public de l’Organisation socialiste des travailleurs (OST) qui devient le Parti des travailleurs le 29 juin 1990, soit une année après la réforme constitutionnelle de 1989 par laquelle le multipartisme fut instauré. L'Organisation socialiste des travailleurs se référait elle aussi à la tradition trotskiste. Une de ses revendications est une juste répartition de la richesse nationale algérienne, dans la clandestinité avant l'instauration du pluralisme politique garanti par la constitution algérienne de 1989.

## Idéologie
Le PT est un parti socialiste de tradition trotskiste. Le parti soutient l'annulation des dettes internationales, est favorable à l'éducation obligatoire jusqu'à l'âge de 16 ans et à la nationalisation des ressources naturelles.
Le Parti des travailleurs demande l'élection d'une Assemblée constituante au suffrage universel direct et au scrutin secret.
Dans l'immédiat, le Parti des travailleurs considère que les questions majeures sont :
- la libération de tous les prisonniers politiques ;
- la résolution de la question des personnes disparues ;
- le droit d'organisation ;
- la restauration de toutes les libertés démocratiques, y compris la levée de l'état d'urgence et de toutes les mesures d'urgence, la restauration de la liberté de la presse et l'autorisation de l'activité syndicale ;
- le respect du système multipartite ;
- l'égalité des droits entre les femmes et les hommes, ce qui impliquerait l'abrogation du Code de la famille et la promulgation de lois civiles donnant aux femmes la pleine citoyenneté ;
- la reconnaissance du tamazight comme langue officielle, et qu'il soit enseigné dans les écoles et utilisé dans les institutions publiques ;
- le droit à un travail permanent pour tous ceux qui vivent ;
- une échelle mobile des salaires et des pensions, indexée sur le coût de la vie ;
- le maintien du système de sécurité sociale et de l'indemnité de retraite ;
- le droit à la négociation collective ;
- le maintien des postes actuels dans le secteur public ;
- l'interdiction de tout salaire inférieur au salaire minimum ;
- la ratification de toutes les conventions de l'OIT ;
- l'établissement d'un revenu minimum pour les demandeurs d'un premier emploi et d'une indemnité de chômage pour les travailleurs licenciés.

Pour atteindre ses objectifs, le Parti des travailleurs est favorable à l'utilisation des instruments de la démocratie, de l'action politique et des groupes organisés de travailleurs.

## Organisation

### Comité central
Le comité central établi des commissions nationales permanentes. Chaque commission placée sous la responsabilité d'un des membres du secrétariat du bureau politique qui détermine le programme des réunions.
Les commissions permanentes du PT sont les suivantes :
1. Commission ouvrière ;
2. Commission de la femme travailleuse ;
3. Commission de la jeunesse ;
4. Commission du journal du PT, Fraternité ;
5. Commission de l'économie et de la formation ;
6. Commission des Finances ;
7. Commission agricole ;
8. Commission des élus ;
9. Commission de l'organisation des activités et coordination avec les bureaux des wilayas ;
10. Commission du courrier.

Les bureaux des wilayas créent des commissions (ouvrière, agricole, femmes travailleuses, jeunes par exemple) qui fonctionnent en coordination avec les commissions nationales permanentes.

### Organes de coordination
- Bureau communal
- Bureau de Wilaya

### Schéma de la hiérarchie de la direction du PT
|  |  |  |  |  |  | Secrétariat du bureau politique du PT5 membres |  |  |  |  |  |  |  |
|  |  |  |  |  |  |                                                |  |  |  |  |  |  |  |
|  |  |  |  |  |  | Bureau politique du PT 21 membres              |  |  |  |  |  |  |  |
|  |  |  |  |  |  |                                                |  |  |  |  |  |  |  |
|  |  |  |  |  |  | Comité central du PT87 membres                 |  |  |  |  |  |  |  |
|  |  |  |  |  |  |                                                |  |  |  |  |  |  |  |
|  |  |  |  |  |  | la base militante du PT                        |  |  |  |  |  |  |  |

## Élections

### Présidentielles
| Année         | Candidat       | 1er tour | 1er tour | 1er tour   | Résultats                  |
| Année         | Candidat       | Voix     | %        | Rang       | Résultats                  |
| ------------- | -------------- | -------- | -------- | ---------- | -------------------------- |
| 2004 (direct) | Louisa Hanoune | 101 630  | 1,00     | classée 5e | Abdelaziz Bouteflika Réélu |
| 2009 (direct) | Louisa Hanoune | 649 632  | 4,22     | classée 2e | Abdelaziz Bouteflika Réélu |
| 2014 (direct) | Louisa Hanoune | 157 792  | 1,37     | classée 4e | Abdelaziz Bouteflika Réélu |

### Législatives
| Année | Voix    | %    | Rang | Sièges   | Gouvernement |
| ----- | ------- | ---- | ---- | -------- | --- |
| 1997  | 194 493 | 1,85 | 8e   | 4 / 380  | Opposition |
| 2002  | 245 770 | 3,30 | 6e   | 21 / 389 | Opposition |
| 2007  | 291 312 | 5,08 | 5e   | 26 / 389 | Opposition |
| 2012  | 283 585 | 3,04 | 5e   | 24 / 462 | Opposition |
| 2017  | 191 965 | 2,97 | 9e   | 11 / 462 | Opposition (Le PT décide de la démission définitive de son groupe parlementaire de L'APN à partir du 27 mars 2019) |

La secrétaire générale du Parti, Louisa Hanoune, annonce le 15 mars 2021 que son parti boycottera les élections législatives algériennes de 2021.